# Вітольд Ґомбрович
Вітольд Ґомбрович (пол. Witold Gombrowicz; 4 серпня 1904, Малошиці, Радомська губернія, Королівство Польське — 25 липня 1969, Ванс) — польський письменник і драматург. Більшість його творів гротескна і висміює стереотипи польської традиційної історико-національної свідомості.

## Біографія
Виріс у заможній польській родині, молодший серед чотирьох дітей. В 1911 році сім'я переїхала до Варшави. Тут він закінчує гімназію і Варшавський університет. У 1927 р. одержує ступінь магістра права. Вивчав філософію та економіку в Парижі. За характером — ексцентричний.
У 1933 році опублікував збірку оповідань «Спогади про час», згодом — повість «Фердидурке».
За декілька днів до вторгнення німецьких військ до Польщі виїхав до Аргентини. Працював у Буенос-Айресі банківським службовцем.
Після Другої світової війни до соціалістичної Польщі не повернувся. Тут його твори були під забороною до кінця 1970-х років.
В СРСР також не публікувався.
З 1953 р. пише короткі есе польською мовою, які видає у паризькому видавництві «Kultura», створеному Єжи Ґедройцем. Пізніше ці нотатки були видані у 3-х томах під назвою «Щоденник». Міжнародне визнання прийшло до письменника у 1960-ті роки завдяки численним перекладам його творів і постановкам п'єс.
Останні роки життя жив на півдні Франції. Помер у липні 1969 року від астми.

## Особисте життя
Вітольд Ґомбрович мав романи як з чоловіками, так і з жінками. У своєму пізнішому серіальному «Щоденнику» (1953–69) він описав свої пригоди у підпільному гомосексуальному світі Буенос-Айреса, зокрема про свій досвід з молодими людьми з нижчого класу, тему, яку він знову підхопив під час інтерв'ю з Домініком де Ру у «Своєрідному заповіті» (1973).

## Вибрані твори
- «Івона, принцеса [вина] бургундського» (Iwona księżniczka Burgunda) — п'єса, 1935
- «Фердидурке» (Ferdydurke) — роман, 1937
- «Транс-Атлантик» (Trans-Atlantyk) — роман, 1953
- «Шлюб» (Ślub) — п'єса, 1953
- «Бакакай» (Bakakaj) — збірка оповідань, 1957; допрацьоване перевидання дебютної збірки «Нотатки періоду дозрівання» (Pamiętnik z okresu dojrzewania, 1933)
- «Порнографія» (Pornografia) — роман, 1960
- «Космос» (Kosmos) — роман, 1965
- «Оперета» (Operetka) — п'єса, 1966
- Щоденник (Dziennik) — 1953—1969

## Переклади українською
- Вітольд Гомбрович, Порнографія. Переклад з польської: Олександр Гриценко. Журнал «Всесвіт», № 10 (766), 1992
- Вітольд Ґомбрович, Щоденник: 1953—1956. 1-й том. Переклад з польської: Роксана Харчук. Київ: Основи, 1999. 416 стор. ISBN 966-500-206-6
- Вітольд Ґомбрович, Щоденник: 1957—1961. 2-й том. Переклад з польської: Роксана Харчук. Київ: Основи, 1999. 339 стор. ISBN 966-500-211-2
- Вітольд Ґомбрович, Щоденник: 1961—1969. 3-й том. Переклад з польської: Роксана Харчук. Київ: Основи, 1999. 364 стор. ISBN 966-500-201-5
- Вітольд Ґомбрович, Фердидурке. З польської переклав: Андрій Бондар. Київ: Основи, 2002. 352 стор. ISBN 966-500-202-3
- Вітольд Ґомбрович, Порнографія. Переклад з польської: Олександр Гриценко. Львів: Видавництво Старого Лева, 2015. 168 стор. ISBN 978-617-679-146-1
- Вітольд Ґомбрович, Транс-Атлантик. Переклад з польської: Андрій Бондар. Львів: Видавництво Старого Лева, 2015. 160 стор. ISBN 978-617-679-205-5
- Вітольд Ґомбрович, Нотатки Стефана Чарнецького, Щур // Сучасність, 2008, № 1-2. с. 128—149 ISSN 0585-8365 Переклад і переднє слово «Спроба пограти в Ґомбровича» Лариси Андрієвської.
- Вітольд Ґомбрович. Івона, принцеса бургундського. Шлюб. Оперета (Київ: Видавництво Анетти Антоненко, 2021. Переклад Лариси Андрієвської.